# Jules Feller
Pour les articles homonymes, voir Feller.
Jules Feller (Roubaix, le 4 novembre 1859 - Verviers, le 29 avril 1940) est un grammairien belge et un militant wallon.

## Biographie
Jules Feller est d'origine modeste. Son père désargenté, originaire d'Étalle, en province de Luxembourg, était parti pour Paris dès l'âge de quatorze ans pour y exercer divers métiers. 
Diplômé de l'École normale des humanités de Liège en 1883, il enseigne d'abord l'histoire de la littérature à l'Athénée royal d'Arlon puis dès 1884 à l'Athénée royal de Verviers jusqu'à sa retraite en 1919. En 1898, Jules Feller est un des fondateurs de la Société verviétoise d'archéologie et d'histoire, toujours active aujourd'hui. 
Avec ses collègues Auguste Doutrepont et Jean Haust, il entreprit la compilation d'un Dictionnaire général de la langue wallonne, qui demeura inachevé ; simultanément, ces trois hommes éditaient le Bulletin du Dictionnaire général de la langue wallonne. Tout en prodiguant un enseignement de très grande qualité, Feller n'aura de cesse de compléter ses propres connaissances pour devenir un dialectologue réputé.[pertinence contestée] 
Jules Feller a ainsi fixé une orthographe du wallon, qui porte son nom (le Système Feller). Il fut député de Verviers à l'Assemblée wallonne de 1919 à sa mort. 
Il occupa le fauteuil n° 4 de l'Académie royale de langue et de littérature françaises de Belgique de 1920 à 1940.
Il est inhumé au Cimetière de Verviers.

## Œuvre
- Jules Feller, Botanique populaire, Bruxelles, Bulletin de Folklore, Organe de la Société Wallonne du Folklore, Ed. Lebègue, 1891
- Jules Feller, Phonétique du gaumet et du wallon comparés, Liège, Bulletin de la Société de littérature wallonne, 1897
- Jules Feller, Flore populaire wallonne, Bruxelles, Bulletin de Folklore, Organe de la Société Belge du Folklore, Ed. Société Coopérative Intellectuelle, Hotel Ravenstein, 1898
- Jules Feller, Essai d'orthographe wallonne, Liège, 1900 (lire en ligne)In: Bulletin de la société liégeoise de littérature wallonne. Tome XLI. – Fasc. I. Liége, 1900
- Jules Feller, Le Bethléem verviétois : une survivance d'ancien théâtre religieux de marionnettes, t. II, Bulletins de la Société verviétoise d’Archéologie et d’Histoire (SVAH), 1900
- Jules Feller, Les noms de lieux en -ster, t. V, SVAH, 1903
- Jules Feller, Le chat volant de Verviers. Satire en dialecte verviétois de 1641, t. XI, SVAH, 1910
- Jules Feller, Notes de philologie wallonne, Liège, Impr. H. Vaillant-Carmanne, 1912, 462 p. (présentation en ligne, lire en ligne)
- Jules Feller, Origines de quelques noms de lieux verviétois, t. XII-XIII, SVAH, 1912-1913
- Jules Feller, La vie de Henri-François Hansay dit Jean La Mâle Heure, peintre, patriote et philologue verviétois, t. XVIII, SVAH, 1925
- Jules Feller, Traité de versification wallonne, Liège, 1928
- Jules Feller et Jean Wisimus, Anthologie des poètes wallons verviétois, Verviers, 1928
- Jules Feller, Pasquilles wallonnes de Theux concernant l'affaire des pasteurs Jean Anseau et Jean de Fraipont (1675-1688), t. XXIII, Verviers, SVAH, 1930
- Jules Feller, Le Bethléem verviétois, Verviers, Auguste Nicolet, 1931
- Henri Hans et Jules Feller, La seigneurie de Grand-Rechain : Toponymie de la seigneurie et des trois communes qui en sont issues : Grand-Rechain, Lambermont, Wegnez, t. XXII-XXIV, Verviers, SVAH, 1931
- Jules Feller, Toponymie de la commune de Jalhay, tome I, t. XXVIII, SVAH, 1936
- Jules Feller et Guillaume Hennen, Toponymie de la commune de Jalhay, tome II, t. XXIX, SVAH, 1937

## Distinction
- Commandeur de l'ordre de la Couronne (en 1930).